# Maria da Conceição Paranhos
Maria da Conceição Paranhos Pedreira Brandão (Salvador, 8 de junho de 1944), poeta, ficcionista, crítica literária, crítica de arte, dramaturga, tradutora e professora.

## Biografia
Maria da Conceição Paranhos Pedreira Brandão, nasceu em Salvador, Bahia, Brasil, em 8 de junho de 1944, passou a publicar seus primeiros textos em periódicos de Salvador, a partir dos seus 16 anos de idade. Com a publicação do primeiro livro, Chão Circular, com o prefácio de Adonias Filho, em 1969, ganhou o Prêmio Arthur de Salles.
Responsável pela criação da Divisão de Produção Literária do Departamento de Literatura da Fundação Cultural do Estado da Bahia, quando realizou várias oficinas de criação e crítica literária. Ficcionista, premiada nacionalmente no gênero conto; é também dramaturga, tradutora tem a maior parte de sua obra inédita, em poesia embora esteja presente em inúmeros: Livros, Antologias, Revistas, Periódicos. Ganhou vários prêmio, na categoria poesia, conto e ensaio (literatura), faz conferências e comunicações sobre o tema da teoria e da crítica literária, da literatura comparada, da literatura Brasileira, da teoria da história e da filosofia, no Brasil e nos Estados Unidos.
Autora do livro As Esporas do Tempo, que lhe concedeu o prêmio COPENE de Literatura e Arte. Formada em Letras, cursou o Bacharelado, na Faculdade Santa Úrsula da PUC, do Rio de Janeiro, e teve a licenciatura pela Universidade Federal da Bahia (UFBA), professora adjuvante do Instituto de letras da Universidade Federal da Bahia, onde já lecionou:Língua Portuguesa, Teoria da Comunicação, Literatura Brasileira, Literatura Comparada.
Mestra em literatura comparada pela Universidade Federal da Bahia, PH.D. pela Universidade da Califórnia, de Berkeley (EUA).

## Obras principais
- As Esporas do Tempo, Editora Copene, 1996.
- Delírio do Ver: Seleta de Poemas, Secretaria de Cultura e Turismo, 2002.